# Metoda Kodálya
Metoda Kodálya – nowe podejście do edukacji muzycznej, które w połowie XX wieku opracował Zoltán Kodály. W 2016 roku metoda została wpisana na listę niematerialnego dziedzictwa kulturowego UNESCO.

## Historia
Węgierski kompozytor i etnograf jeszcze w latach 30. XX wieku zaproponował zmianę systemu kształcenia muzycznego na Węgrzech. Opracowane przez niego, a rozwijane przez uczniów zasady nazywane są metodą Kodálya. Ponieważ nie opracował on szczegółowych zasad, a jedynie wiele zaleceń, na świecie powstały różne adaptacje tej metody do warunków lokalnych. W Polsce adaptacją zajmował się zespół kodalyowski, który zaproponował również organizację letnich Polsko-Węgierskich Seminariów Kodalyowskich.

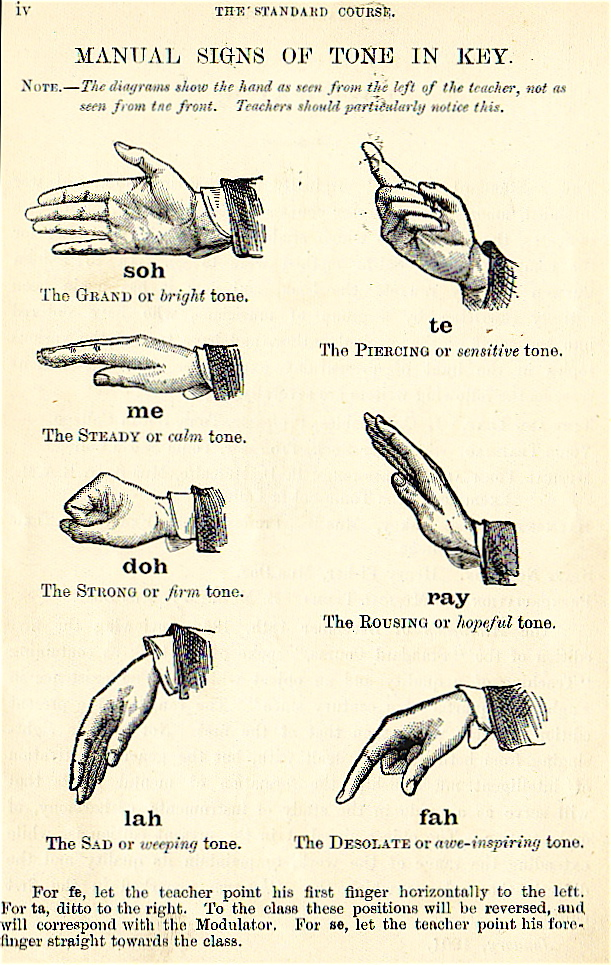
Fonogestyka.

## Opis metody
Kodály uważał muzykę ludową za muzyczny język ojczysty. Metoda składa się z trzech elementów:
1. Śpiewu dziecka, który jest podstawą kształcenia zarówno głosu, jak również słuchu. Dzieci są uczone interpretacji, poprawnej intonacji, rytmiki i emisji głosu.
2. Słuchania muzyki. W ramach tzw. relatywnego kształcenia słuchu uczy się dzieci fonogestyki, czyli śpiewu popartego ruchami ręki bez poznania zapisu dźwięków na pięciolinii oraz tataizacji, czyli kształtowania poczucia rytmu przez nadanie kolejnym wartościom rytmicznym odpowiadających im sylab rytmicznych („ta”, „ti”, „to”, „sza”, „es”).
3. Poznania węgierskiej muzyki ludowej.

## Węgierski System Wychowania Muzycznego
Szkolna edukacja muzyczna zgodna z koncepcją Kodálya została wprowadzona na Węgrzech w 1945 roku. Dzięki temu nie tylko wprowadzono naukę śpiewu w szkołach, ale również starano się zachować muzykę ludową zbierając nagrania i zapisy melodii. Powstał Instytut Muzykologii, Instytut Kodálya oraz Międzynarodowe Stowarzyszenie Kodálya, które stara się propagować tę metodę na świecie. W 1948 roku Jenő Ádám i Zoltán Kodály przygotowali podręcznik dla dzieci w wieku od 6–14 lat. W 1950 roku powstała pierwsza szkoła kodalyowska w rodzinnym mieście Kodálya Kecskemét. W kodályowskich szkołach podstawowych i gimnazjach uczniowie nie tylko mają nawet 5 godzin tygodniowo lekcji muzyki, ale również śpiewają w chórze.

## Metoda Kodálya w Polsce
W 1985 roku powstał na Akademii Muzycznej w Warszawie Zespół kodalyowski. Działał on w Instytucie Pedagogiki Muzycznej i zajmował się przystosowaniem metody Kodálya do warunków polskich. 
Jej zasady wprowadzono najpierw w eksperymentalnych klasach śpiewających. Pierwsza klasa śpiewająca powstała w 1984 roku w Warszawie. Zajęcia w wymiarze 4-5 godzin muzyki tygodniowo rozpoczęto w klasie czwartej szkoły Podstawowej nr 320. Dzieci uczestniczące w programie wzięły udział w II Seminarium Kodalyowskim w Cieszynie, gdzie nie tylko brały udział w zajęciach, ale również miały możliwość wystąpić podczas koncertu. W 1985 roku powstała w SP 320 kolejna klasa, a kolejna klasa w SP nr 46 rozpoczęła edukację od trzeciego roku nauki. Zdobyte doświadczenia pozwoliły na adaptację metody do warunków polskich. W 1992 roku powstała publikacja Katarzyny Dadak-Kozickiej zawierająca wybór pieśni ludowych z komentarzem merytorycznym (Śpiewajże mi jako umiesz. Muzykowanie w szkole według koncepcji Kodálya). W roku szkolnym 1986/8 naukę w klasach śpiewających rozpoczęli uczniowie klasy pierwszej SP nr 12 w Katowicach. Na podstawie zdobytych doświadczeń w latach 1995-97 Maria Czarnecka i Anna Waluga przygotowały podręczniki dla uczniów klas I-III i poradniki metodyczne dla nauczycieli, które otrzymały tytuł Rozśpiewana szkoła. W latach 90. XX wieku powstała klasa śpiewająca w SP 31 w Bydgoszczy. Wszystkie służyły równocześnie kształceniu nauczycieli funkcjonując jako klasy ćwiczeń. 
Metoda Kodálya została również wykorzystana przy opracowaniu Krakowskiej Koncepcji Programowo-Metodycznej.

## Lista niematerialnego dziedzictwa UNESCO
Decyzja o wpisie została podjęta 1 grudnia 2016 roku podczas XI sesji Międzyrządowej Komisji ds. Niematerialnego Dziedzictwa Kulturowego, która odbyła się w stolicy Etiopii Adis Abebie. Dokumentację zgłoszeniową przygotowała Dyrekcja Dziedzictwa Intelektualnego i Kulturowego Węgierskiego Muzeum na Wolnym Powietrzu w Szentendre z udziałem ekspertów z Muzyczno-Pedagogicznego Instytutu Zoltána Kodálya w Kecskemét.